# Serpianosaurus
 (septembre 2018).
Si vous disposez d'ouvrages ou d'articles de référence ou si vous connaissez des sites web de qualité traitant du thème abordé ici, merci de compléter l'article en donnant les références utiles à sa vérifiabilité et en les liant à la section « Notes et références ».
Serpianosaurus mirigiolensis
Genre
Espèce
Serpianosaurus est un genre éteint de pachypleurosauridés, connu dans les gisements du Trias moyen (Anisien supérieur et du Ladinien inférieur) de Suisse et d'Allemagne.

## Découverte
Des fossiles de l’espèce type, S. mirigolensis, ont été découverts dans la partie moyenne de la Grenzbitumenzone, la plus ancienne strate de Monte San Giorgio, en Suisse, une région bien connue pour ses nombreux restes de pachypleurosauridés.
Le site est daté de la limite Anisien/Ladinien (Trias moyen), autour de 242 Ma (millions d'années), avec Serpianosaurus qui se situe à l'extrême base du Ladinien.
Cela en fait le plus ancien sauroptérygien de Monte San Giorgio connu à ce jour.

## Description

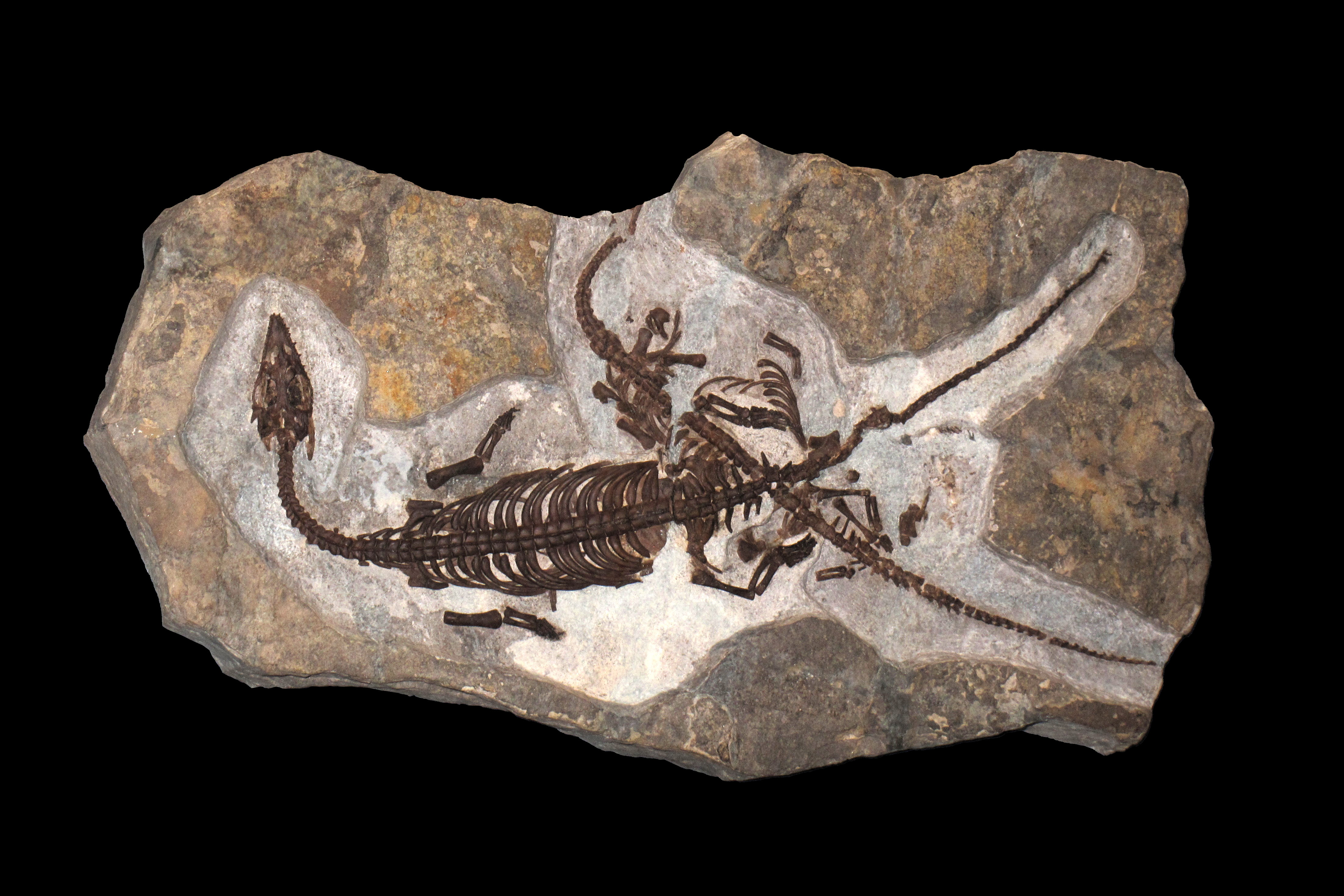
Squelette fossile de Serpianosaurus mirigiolensis exposé au Musée paléontologique de Zurich.

Le genre peut être distingué des autres pachypleurosauridés étroitement apparentés sur la base de son crâne proportionnellement grand et de sa mâchoire droite. Comme beaucoup d'autres pachypleurosauridés, le dimorphisme sexuel peut être observé chez Serpianosaurus. Les mâles et les femelles semblent différer par leur taille et leur forme humérales[réf. nécessaire]. 
Toute pachyostose des côtes est absente chez les spécimens de Serpianosaurus[réf. nécessaire].
Il est étroitement lié au genre Neusticosaurus.